# Ejército de Estado Islámico
El ejército de Estado Islámico, también conocida como el ejército del Dáesh, es la fuerza de combate de la organización terrorista Dáesh y está dispersa por todo el mundo, particularmente en Oriente Medio y África del Norte. El número total de milicias se estimó de decenas de miles a más de doscientas mil, creciendo significativamente en 2014 por la entrada de combatientes extranjeros de la unión terrorista del Dáesh con milicias de otros grupos insurgentes, debido a la convulsa situación en Oriente Medio países, el área de Grupos de Acción abrió en 2014 en Irak, Siria, Libia y Palestina, en enero de 2015 se confirmó que el ejército estaba presente en Afganistán y Yemen, en octubre de 2016 conquistó una importante región de Puntlandia en Somalia. También ha tenido enfrentamientos fronterizos con Turquía e Israel y provocó incursiones a Irán, Líbano y Jordania. Varios grupos de ideología yihadista se unieron a Dáesh y esto provocó que el ejército del grupo cree ramas militares en Argelia, Pakistán, Filipinas, Camerún, Níger, Chad, etc.
Su ejército se basa en unidades móviles que usan vehículos ligeros como camionetas, motos y autobuses equipados con pistolas para avances rápidos. También usan artillería, tanques y vehículos blindados capturados de los enemigos, e incluso drones y aviones.
Durante el período de las guerrillas iraquíes, la milicia perfeccionó su uso manejo en prácticamente cualquier cosa que puede ser utilizada como arma, dándole una ventaja al ser el único ejército en aplicar técnicas terroristas de forma abierta, paralelamente aprendió a usar armas químicas y comenzó a provocar atentados en lugares muy lejanos de sus bases principales como los casos de París, Bruselas o Berlín y también en los propios países donde se encuentra presente a narices de sus gobiernos como en Kabul y Mogadiscio.
El ejército del Dáesh es conocido por las constantes masacres que comete contra los que considera "impuros" ya sea por sus creencias religiosas o su orientación sexual. Además posee un gran poder de propaganda que permite que el ejército cada mes se nutra de nuevos combatientes extranjeros provenientes del todo el mundo especialmente de Europa, América del Norte, el Sudeste Asiático y África.

## Estructura
Según los informes, los combatientes del Dáesh están organizados en siete ramas: infantería, francotiradores, defensa aérea, fuerzas especiales, fuerzas de artillería, el "ejército de la adversidad" y el Ejército del Califato. Esta estructura de fuerza se replica en gran medida en cada una de sus provincias designadas, con los combatientes y estrategas militares más hábiles en cada área sirviendo en la unidad de fuerzas especiales, a la que no se le permite volver a desplegarse a otras provincias. Paralelo a esta estructura está el Ejército del Califato, que está dirigido por el comando central de Dáesh en lugar de su liderazgo provincial. Compuesto abrumadoramente por combatientes extranjeros, se despliega para ayudar en batallas en todo su territorio.
El Dáesh también opera fuera de las áreas que controla en gran medida utilizando un sistema celular clandestino. Un alto comandante militante vinculado a ISIL en el Sinaí dijo a Reuters; "Ellos [ISIL] nos enseñan cómo llevar a cabo operaciones. Nos comunicamos a través de internet, ... Nos enseñan cómo crear células secretas, formadas por cinco personas. Sólo una persona tiene contacto con otras células. Nos están enseñando cómo atacar a las fuerzas de seguridad, el elemento sorpresa. Nos dijeron que pusiéramos bombas y luego esperáramos 12 horas para que el hombre que plantaba el dispositivo tuviera tiempo suficiente para escapar de la ciudad en la que se encuentra".

### Fuerzas de Combate
En junio de 2014, el Dáesh tenía al menos 4.000 combatientes en Irak. En septiembre de 2014, la CIA estimó que el grupo había crecido a 20.000-31.500 combatientes en Irak y Siria, mientras que el Observatorio Sirio para los Derechos Humanos (OSDH) puso su estimación en alrededor de 80.000-100.000 en total (hasta 50.000 en Siria y 30.000 en Irak) en agosto de 2014.  Un líder kurdo iraquí incluso estimó en noviembre de 2014 que el ejército del Dáesh tenía 200.000 combatientes.  El rápido crecimiento del grupo fue parcialmente facilitado por el EI que obligó a otros grupos rebeldes a luchar por él, así como por el reclutamiento de individuos. En general, una gran parte de los ejércitos iraquí y sirio de ISIL consistía en milicias locales cuya lealtad era generalmente algo dudosa. Estas fuerzas locales fueron puestas bajo comandantes del grupo central de ISIL, y solo aquellos grupos que demostraron ser confiables recibieron mejor armamento.  En 2015, Reuters citó a "ideólogos yihadistas" afirmando que el EI tiene 40.000 combatientes y 60.000 partidarios.  Como resultado de sufrir grandes derrotas de 2017 a 2019, la fuerza del EI se redujo considerablemente en Oriente Medio. Para 2021, se estimó que el grupo desplegaría alrededor de 10,000 combatientes en Siria e Irak, aunque todavía poseía una red mucho mayor de partidarios y simpatizantes que podrían permitirle aumentar rápidamente sus filas en el futuro.
Étnicamente, el ejército del Dáesh está dominado por árabes sunitas. Sin embargo, el grupo también reclutó kurdos en Irak y Siria.Hassan Hassan y Michael Weiss afirmaron que EI se volvió cada vez más antikurdo con el tiempo, una acusación que EI había negado muchas veces.EI Todavía estaba acusado de discriminar a los no-árabes en sus filas.